# Ендерс (Небраска)
Ендерс (англ. Enders) — переписна місцевість (CDP) в США, в окрузі Чейс штату Небраска. Населення — 37 осіб (2020).

## Географія
Ендерс розташований за координатами 40°27′18″ пн. ш. 101°32′8″ зх. д. / 40.45500° пн. ш. 101.53556° зх. д. (40.454919, -101.535567).  За даними Бюро перепису населення США в 2010 році переписна місцевість мала площу 0,34 км², уся площа — суходіл.

## Демографія
Згідно з переписом 2010 року, у переписній місцевості мешкали 42 особи в 24 домогосподарствах у складі 14 родин. Густота населення становила 124 особи/км².  Було 31 помешкання (91/км²).
Расовий склад населення:
| - 100,0 % — білих |

До двох чи більше рас належало 0,0 %. Частка іспаномовних становила 0,0 % від усіх жителів.
За віковим діапазоном населення розподілялося таким чином: 4,8 % — особи молодші 18 років, 73,8 % — особи у віці 18—64 років, 21,4 % — особи у віці 65 років та старші. Медіана віку мешканця становила 53,0 року. На 100 осіб жіночої статі у переписній місцевості припадало 121,1 чоловіків;  на 100 жінок у віці від 18 років та старших — 135,3 чоловіків також старших 18 років.
За межею бідності перебувало 52,8 % осіб, у тому числі 100,0 % дітей у віці до 18 років та 0,0 % осіб у віці 65 років та старших.
Цивільне працевлаштоване населення становило 6 осіб. Основні галузі зайнятості: будівництво — 100,0 %.